# ویلیام هنری براگ
سر ویلیام هنری براگ (به انگلیسی: William Henry Bragg) (متولد ۲ ژوئیه ۱۸۶۲ – درگذشته ۱۲ مارس ۱۹۴۲) فیزیک‌دان و شیمی‌دان بریتانیایی بود که به همراه پسرش ویلیام لورنس براگ در سال ۱۹۱۵ مفتخر به دریافت جایزه نوبل فیزیک گردید. آندو این جایزه را به خاطر تحلیل ساختار بلوری توسط پرتوهای ایکس دریافت کردند.

## زندگی
او در کالج ترینیتی (کمبریج) تحصیلات خود را آغاز کرد و سپس برای مدت کوتاهی در آنجا تدریس کرد او سپس در سال ۱۸۸۶ در سمت استاد رشته ریاضی و فیزیک به آدلاید رفت و در آنجا تدریس کرد. او در سال ۱۹۰۸ به انگلستان بازگشت و سپس به مقام استادی کالج دانشگاهی لندن رسید. او در سال ۱۹۲۳ به همکاری با مایکل فارادی پرداخت و به عنوان مدیر آزمایشگاه در کنار وی مشغول به همکاری شد و این همکاری تا آخر عمر وی ادامه یافت.
پس از آنکه ماکس فون لائو موفق به کشف پراش در پرتو ایکس گردید او و پسرش به این موضوع علاقه‌مند شدند و به بررسی اثرات احتمالی آن پرداختند. ایده آنها بر پایه این بود که ممکن است اشعهٔ ایکس در برخورد با صفحات اتمی همانند آینه عمل کند و آن را بازخورد دهد. بر اساس این فرضیه آنها توانستند یک مدل ریاضیاتی از این رخداد را ارائه دهند.

### دانشگاه آدلاید
برگ در ۱۸۸۵ میلادی، در سن ۲۳ سالگی به عنوان استاد ریاضیات و فیزیک تجربی اِلدر با لقب سر توماس در دانشگاه آدلاید استرالیا منصوب گشت و شروع به کار در آنجا در ۱۸۸۶ میلادی نمود. او به عنوان یک ریاضیدان ماهر، دانش فیزیکی محدودی داشت که غالباً به فرم ریاضیات کاربردی بود که در ترینیتی آموخته بود. همچنین در آن زمان، تنها حدود صد دانشجو دروس کاملی را در آدلاید می‌گذراندند و از میانشان تعداد کمی تعلق به مدرسه علوم داشتند و برگ نقیصه‌های تسهیلات تدریسی آنجا را با شاگردی‌اش نزد یک شرکت ابزار سازی ارتقاء داد. برگ مدرس قادر و مشهوری بود. او تشکیل اتحادیه‌های دانشجویی و شرکت مجانی معلمان علوم در کلاس‌هایش را تشویق می‌نمود.
علاقه برگ در فیزیک توسعه یافت، به خصوص در زمینه الکترومغناطیس. در ۱۸۹۵ میلادی، ارنست رادرفورد در راهش از نیوزیلند به کمبریج از او بازدید به عمل آورد. این ملاقات آغازی بر دوستی آن دو تا آخر عمر بود. برگ علاقه‌مندی خاصی به کشفیات جدید در زمینه اشعه ایکس که توسط ویلهلم رونتگن صورت پذیرفته بود داشت. در ۲۹ مه ۱۸۹۶ میلادی در آدلاید، برگ در مقابل اجلاسی از پزشکان محلی، کاربرد «اشعه ایکس در مشخص کردن ساختارهای پنهان» را به معرض نمایش گذاشت. ساموئل باربور، شیمیدان ارشد شرکت اف.اچ. فاولدینگ، داروساز آدلایدی، دستگاه لازمه جهت تشکیل لامپ کروکز را تأمین کرد که لولهٔ تخلیه بار شیشه‌ای بود. این لوله از لیدز انگلستان به‌دست آمده بود، جایی که باربور از شرکت «رینولدز اند برانسون» بازدید کرده بود، این شرکت سازنده تجهیزات عکاسی و آزمایشگاهی بود. باربور به آدلاید در آوریل ۱۸۹۶ بازگشت. باربور آزمایش‌های خویش را به مدت کوتاهی پس از بازگشت از استرالیا صورت داده بود، اما نتایج به علت محدودیت در تأمین الکتریسیته از طریق باتری محدود بودند. در دانشگاه، لوله به یک سیم پیچ و باتری قرض گرفته شده از سر چارلز تاد، برادرزاده براگ متصل بود. سیم‌پیچ جهت تولید جرقه الکتریکی لازم برای براگ و باربور جهت «تولید انفجارهای کوچک اشعه ایکس» به کار رفت. مخاطبان هیجان زده شده و تحت تأثیر قرار گفتند. براگ خود را به عنوان نمونه آزمایشی مورد استفاده قرار داد، همانند رونتگن و اجازه داد تا تصویر اشعه ایکس از دستش گرفته شود. آن تصویر از انگشتان دستش «یک جراحت قدیمی در انگشتانش که از زمان استفاده از ماشین برداشت شلغم در زمین کشاورزی پدرش در کومبریا باقی مانده بود» را نشان می‌داد.
اویل ۱۸۹۵ میلادی، پروفسور ویلیام اچ. (بعدها سر ویلیام) برگ روی تلگراف بیسیم کار می‌کرد، گرچه که درس‌های عمومی و کارهایش بر روی تحقیقات اشعه ایکس تمرکز داشت که بعدها منجر به کسب جایزه نوبل برای او شد. در یک بازدید عجولانه توسط رادرفورد، او گزارش نمود که در حال کار بر روی اوسیلیتور هرتزی است. مسیرهای رایج و عملی متعددی وجود داشتند که به این دو فناوری منجر می‌شدند و آرتور لیونل راجرز نیز در آزمایشگاه به او در ساخت اکثر تجهیزات کمک می‌کرد. در ۲۱ سپتامبر ۱۸۹۷ میلادی، برگ اولین مورد ثبت شده عمومی از نمایش نحوه کار تلگراف بیسیم را در استرالیا، طی ملاقات درسی در دانشگاه آدلاید، به عنوان بخشی از کنفرانس اتحادیه معلمان عمومی ارائه نمود. براگ در دسامبر ۱۸۹۷ میلادی از آدلاید جدا شد و تمام ۱۸۹۸ میلادی رو در غیاب دوازده‌ماهه خویش، به گردش بریتانیای کبیر و اروپا سپری کرده و طی این زمان با مارکونی ملاقات نموده و تجهیزات بیسیمش را مورد بررسی قرار داد. او اوایل مارس ۱۸۹۹ میلادی به آدلاید بازگشته و در ۱۳ مارس ۱۸۹۹ میلادی، براگ و پدرزنش، سر چارلز تاد، آزمایش‌های اولیه در ارتباط با تلگراف بیسیم را با یک فرستنده در رصدخانه انجام دادند که گیرنده آن را در جاده جنوبی (در فاصله ۲۰۰ متری) قرار داده بودند. آزمایش‌های تجربی طی زمستان جنوبی در ۱۸۹۹ ادامه یافت و دامنه مسافت مورد آزمایش تا ساحل هنلی نیز ادامه یافت. در سپتامبر، کارشان به دو ارسال با کمک سیم پیچ ثانوی که از آقای اودی اهل بالارت قرض گرفته بودند توسعه یافت. آن‌ها می‌خواستند تا آزمایش‌ها را در طول یک مسیر دریایی توسعه داده و تاد علاقه‌مند به وصل کردن کیپ اسپنسر و جزیره آلتورپ بود، اما هزینه‌های محلی مانعی در نظر گرفته می‌شد، در حالی که هزینه تجهیزات ثبت شده از شرکت مارکونی نیز گزاف بود. در همان زمان علایق برگ به سمت اشعه ایکس و کارهای عملی در زمینه بی‌سیم در استرالیای جنوبی متمایل شد و این نوع علایق وی به مدت یک دهه پس از آن بر او غلبه داشتند.
نقطه عطف حرفه برگ در ۱۹۰۴ میلادی بود، هنگامی که در دوندین نیوزلند، در بخش A از انجمن استرالیایی پیشرفت علوم، سخنرانی ریاست را ارائه کرد. این سخنرانی در رابطه با «برخی از پیشرفت‌ها در زمینه نظریه یونیزاسیون گازها» بود. این ایده منجر به «دنباله‌ای از تحقیقات هوشمندانه» شد که طی سه سال باعث عضویت وی در جامعه سلطنتی لندن گشت. همچنین این مقاله، منشأی برای نوشتن اولین کتابش با عنوان «مطالعات در زمینه رادیواکتیویتی» (۱۹۱۲) بود. مدت کوتاهی پس از سخنرانی ۱۹۰۴ش، مقداری رادیوم بروماید جهت آزمایش در اختیار وی قرار گرفت. در دسامبر ۱۹۰۴ میلادی، مقاله او تحت عنوان «در مورد جذب اشعه آلفا و رده‌بندی اشعه آلفا از رادیوم» در «مجله فلسفی» پدیدار گشت و در همان شماره مقاله‌ای تحت عنوان «نمودارهای یونیزاسیونِ رادیوم» در همکاری با شاگردش به نام «ریچارد کلیمن» نیز ظهور کرد.
در پایان ۱۹۰۸ میلادی، برگ به انگلستان بازگشت. طی ۲۳ سال در استرالیا، «او مشاهده نمود که تعداد دانشجویان در دانشگاه آدلاید تقریباً چهار برابر شده و سهم کاملی در توسعه مدرسه فوق‌العاده علمی آن داشت». او در سفر دریایی اش با کشتی SS Waratah به انگلستان بازگشت. این کشتی در دومین سفرش طی سال بعد ناپدید گشت. او هشدار داده بود که کشتی طی سفرش انحراف به بقل داشته و نتیجه گرفته بود که مرکز ناو کشتی دقیقاً زیر مرکز ثقل کشتی قرار دارد. در ۱۹۱۱ میلادی، عقیده اش مبنی بر ناپایداری کشتی «واراتاه» را طی تحقیقات در علل ناپدید شدن آن شهادت داد.